# Philipp III. (Burgund)

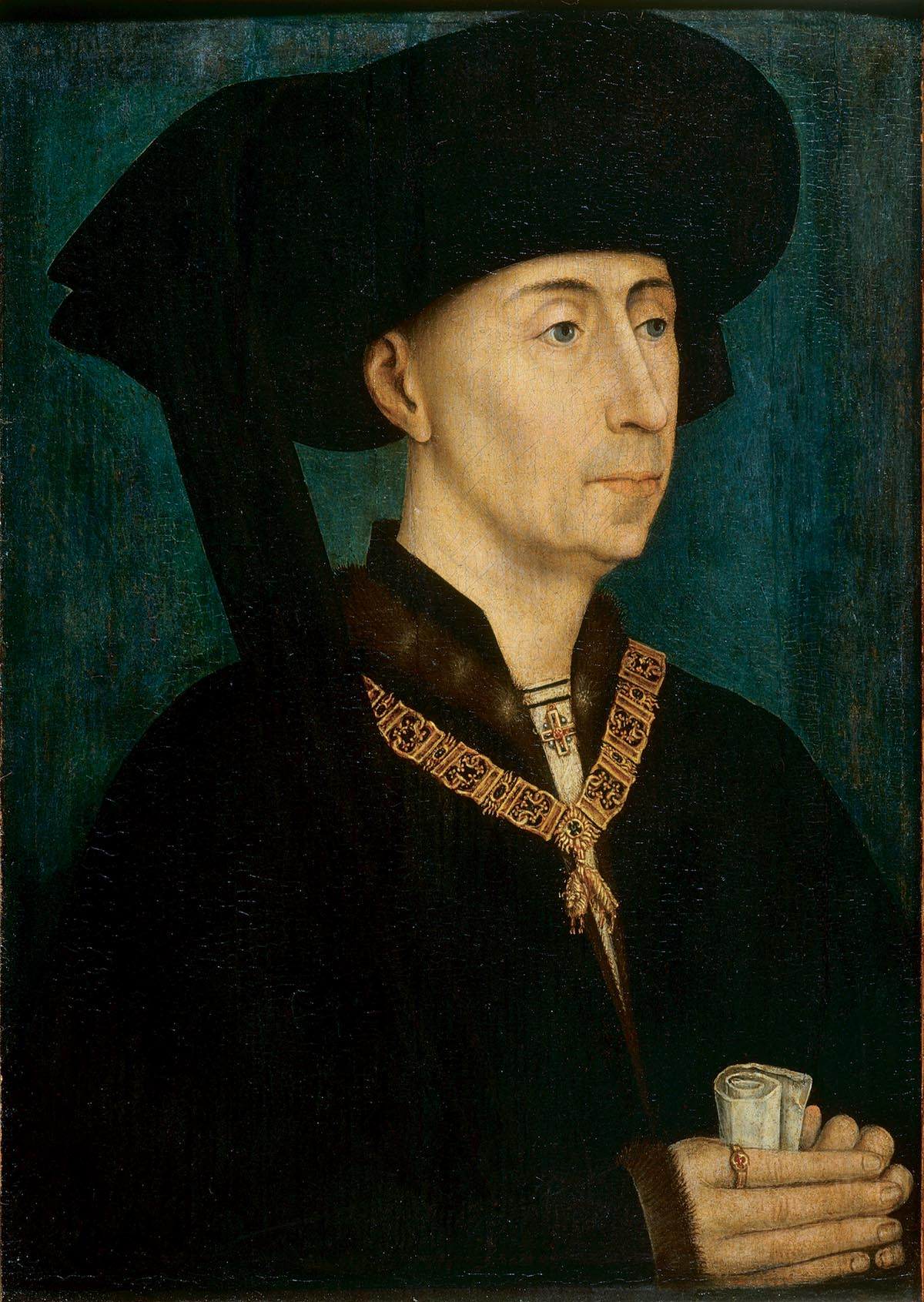
Herzog Philipp der Gute, Kopie eines verlorenen Porträts von Rogier van der Weyden, Musée des Beaux-Arts, Dijon. Philipp trägt die Collane (Halskette) des Ordens vom Goldenen Vlies.

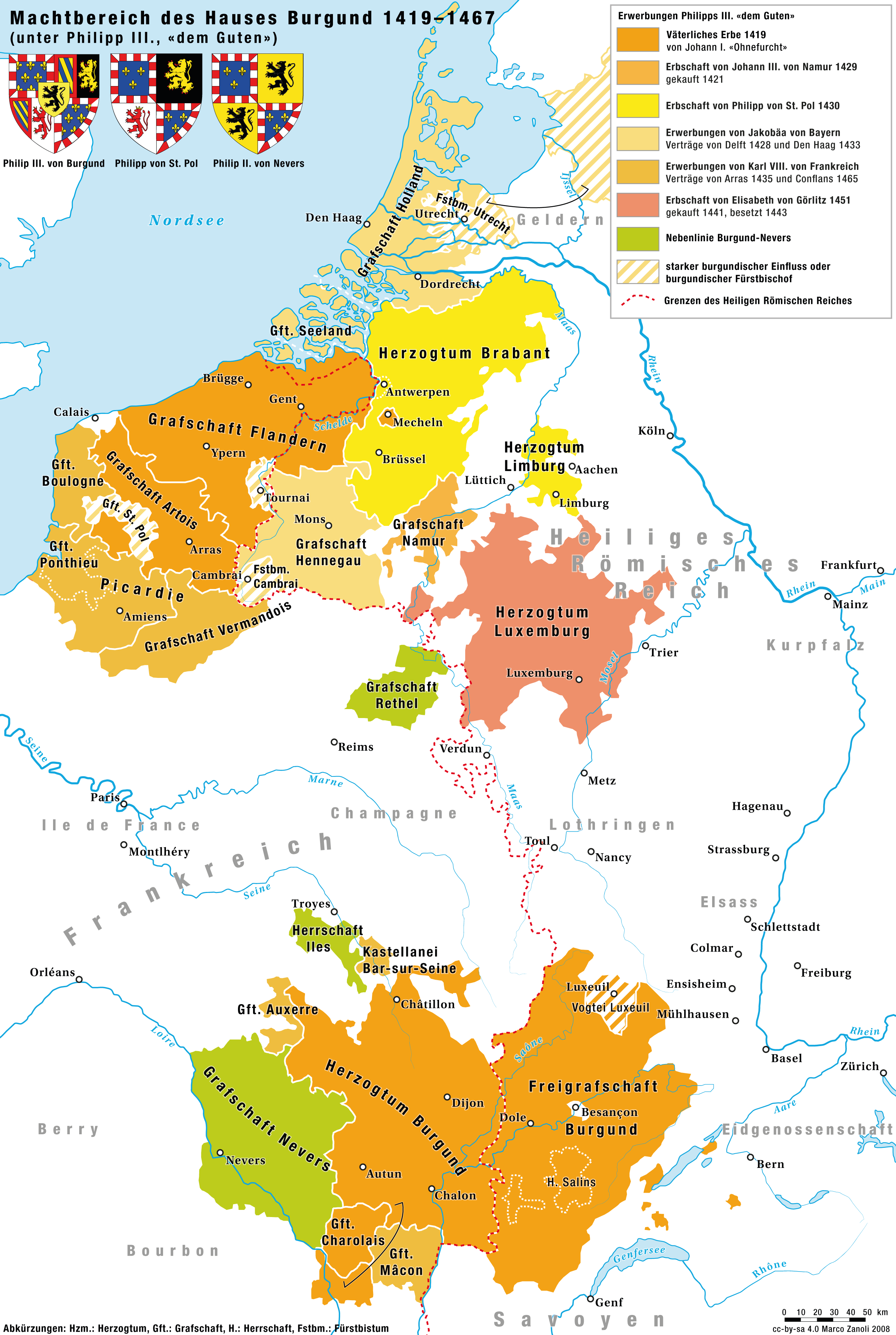
Entwicklung des Herrschaftsgebiets Philipps des Guten 1419–1467

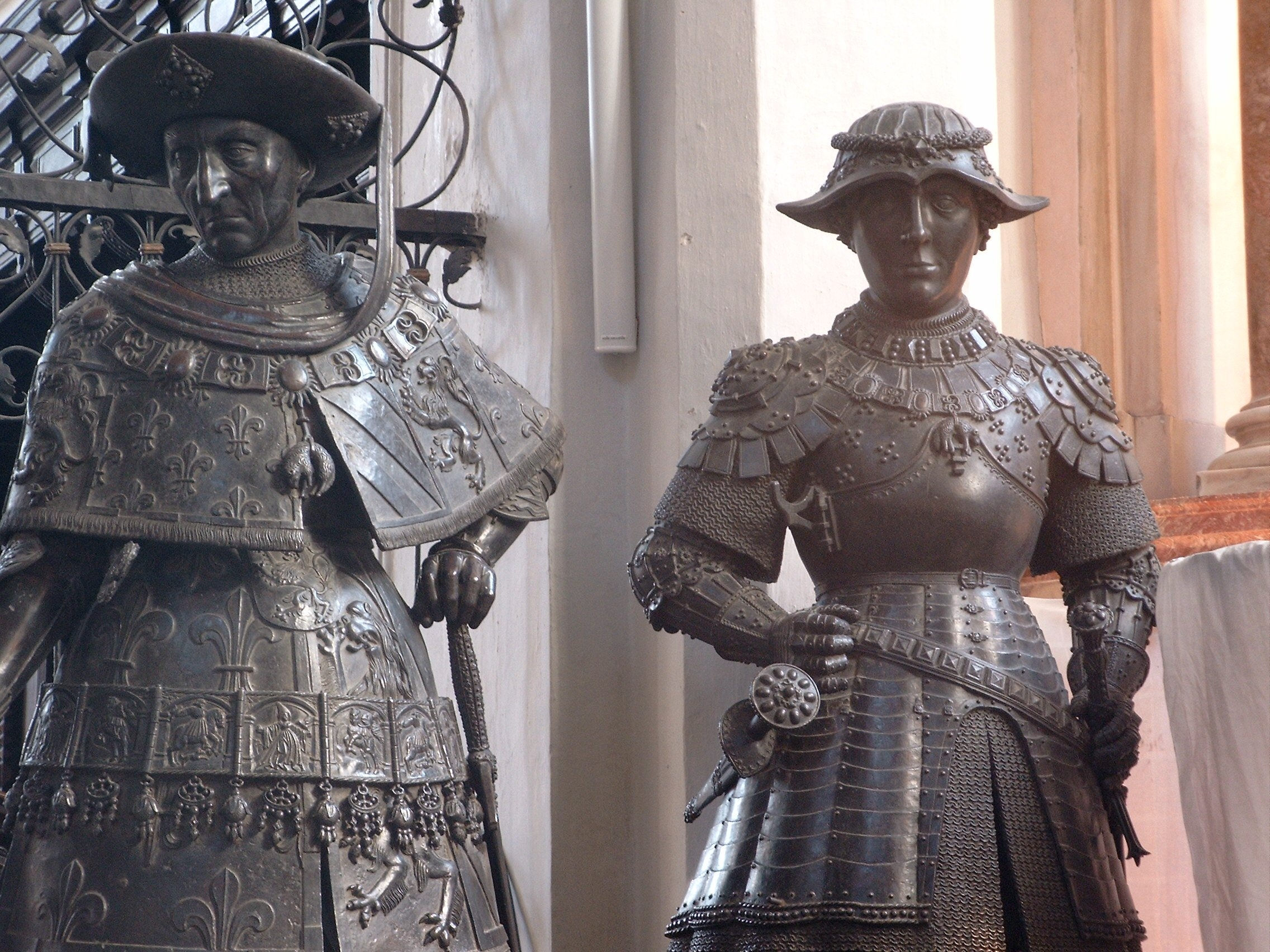
Burgunderherzöge Philipp der Gute und Karl der Kühne in der Hofkirche zu Innsbruck

Philipp der Gute, niederländisch Filips de Goede, französisch Philippe le Bon (* 31. Juli 1396 in Dijon; † 15. Juni 1467 in Brügge), war vom 10. September 1419 bis zu seinem Tod Herzog von Burgund aus der burgundischen Seitenlinie des Hauses Valois, Sohn von Herzog Johann Ohnefurcht (Jean sans peur) und der Margarete von Bayern. Seine historische Bedeutung liegt in erster Linie darin, dass er unter seiner Herrschaft verschiedene Grafschaften und Herzogtümer vereinte, aus denen später die Niederlande, Belgien und Luxemburg hervorgingen.

## Leben
Philipp wuchs vor allem in Gent auf. Als ersten Titel erhielt er von seinem Vater 1405 den Titel eines Grafen von Charolais als Apanage verliehen. Philipp wurde 1419 Herzog von Burgund und Graf von Flandern, Artois und Pfalzgraf von Burgund, als sein Vater Johann von Leuten des Dauphins ermordet wurde (siehe Bürgerkrieg der Armagnacs und Bourguignons).
Aus Hass gegen den Dauphin, den späteren Karl VII. von Frankreich verbündete er sich im Vertrag von Troyes vom 21. Mai 1420 mit Heinrich V. von England gegen Frankreich, um sich zu rächen. Als schließlich am 21. September 1435 der Vertrag von Arras abgeschlossen wurde, ließ sich Philipp darin von Karl VII. seine völlige Unabhängigkeit von der französischen Krone garantieren sowie die Grafschaften Auxerre, Mâcon, die Kastellanei Bar-sur-Seine sowie alle Eroberungen in der Picardie (Grafschaft Boulogne, Grafschaft Ponthieu, südlicher Teil der Grafschaft Vermandois sowie die Somme-Städte in der Umgebung von Amiens) übertragen. So erreichte er für seinen jungen Staat Burgund die Möglichkeit zu einer unabhängigen Großmachtpolitik zwischen Frankreich und dem 
Heiligen Römischen Reich. Durch Erbschaft von Philipp von Brabant aus der Seitenlinie Burgund-Brabant war Philipp der Gute bereits 1430 Herzog von Brabant und Limburg geworden.

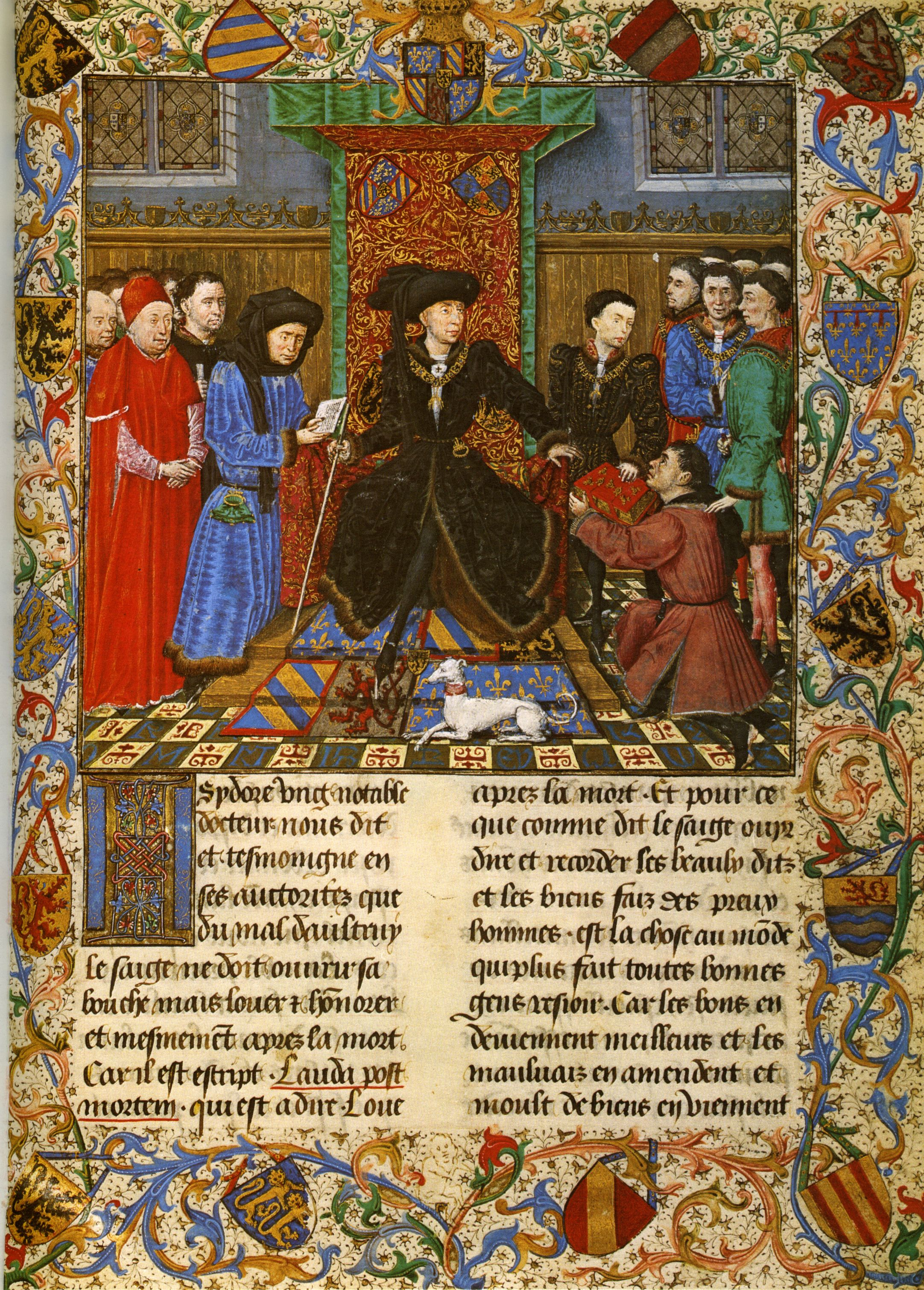
Philipp nimmt ein Buch in Empfang. Darstellung in einer für ihn 1447/1450 angefertigten Prachthandschrift. Wien, Österreichische Nationalbibliothek, Cod. 2549, fol. 6r

1421 erwarb er durch Kauf die Grafschaft Namur hinzu. 1433 entriss er im Haager Vertrag seiner Cousine Jakobäa von Bayern, deren Erbe er bereits 1428 im Delfter Versöhnungsvertrag geworden war, die Grafschaften Holland, Zeeland, Friesland und Hennegau. Ähnlich verfuhr er mit Elisabeth von Görlitz, die als Pfand das Herzogtum Luxemburg innehielt. 1442 sah sie sich aus Geldnot genötigt, Philipp als ihren Alleinerben einzusetzen, der im darauf folgenden Jahr das Herzogtum besetzte und gegen die konkurrierenden Ansprüche der Erben aus dem Haus Luxemburg behauptete. Damit drang er tief in das Gebiet des Heiligen Römischen Reiches ein, was den ebenso heftigen wie hilflosen Protest von Kaiser Sigismund auslöste. Zusammen mit dem Herzogtum Burgund, der Freigrafschaft Burgund und der Grafschaft Flandern, die er geerbt hatte, formte Philipp so ein Territorium von Gebieten beiderseits der Grenze zwischen Deutschland und Frankreich, das an das Reich des ältesten Sohnes von Kaiser Ludwig dem Frommen, Lothars I., erinnerte. Es gelang ihm außerdem die Fürstbistümer Cambrai und Utrecht unter seine indirekte Kontrolle zu bringen, indem er die Wahl von Bischöfen aus seiner Familie durchsetzte.
Philipp begünstigte die Künste und Wissenschaften und beförderte Handel und Gewerbe, namentlich die Teppichweberei in Flandern. Seine Regierungszeit bezeichnet eine Periode beispielloser kultureller Blüte, so beschäftigte er den Maler Jan van Eyck als Hofmaler und entsandte ihn auch auf eine diplomatische Mission nach Portugal. Viele Kunstgegenstände – etwa Gemälde und Wandteppiche – nutzte er als politische Propagandainstrumente und reiste mit ihnen bis ins hohe Alter ständig im Land hin und her, um seine Herrschaft zu festigen und sich zu zeigen.

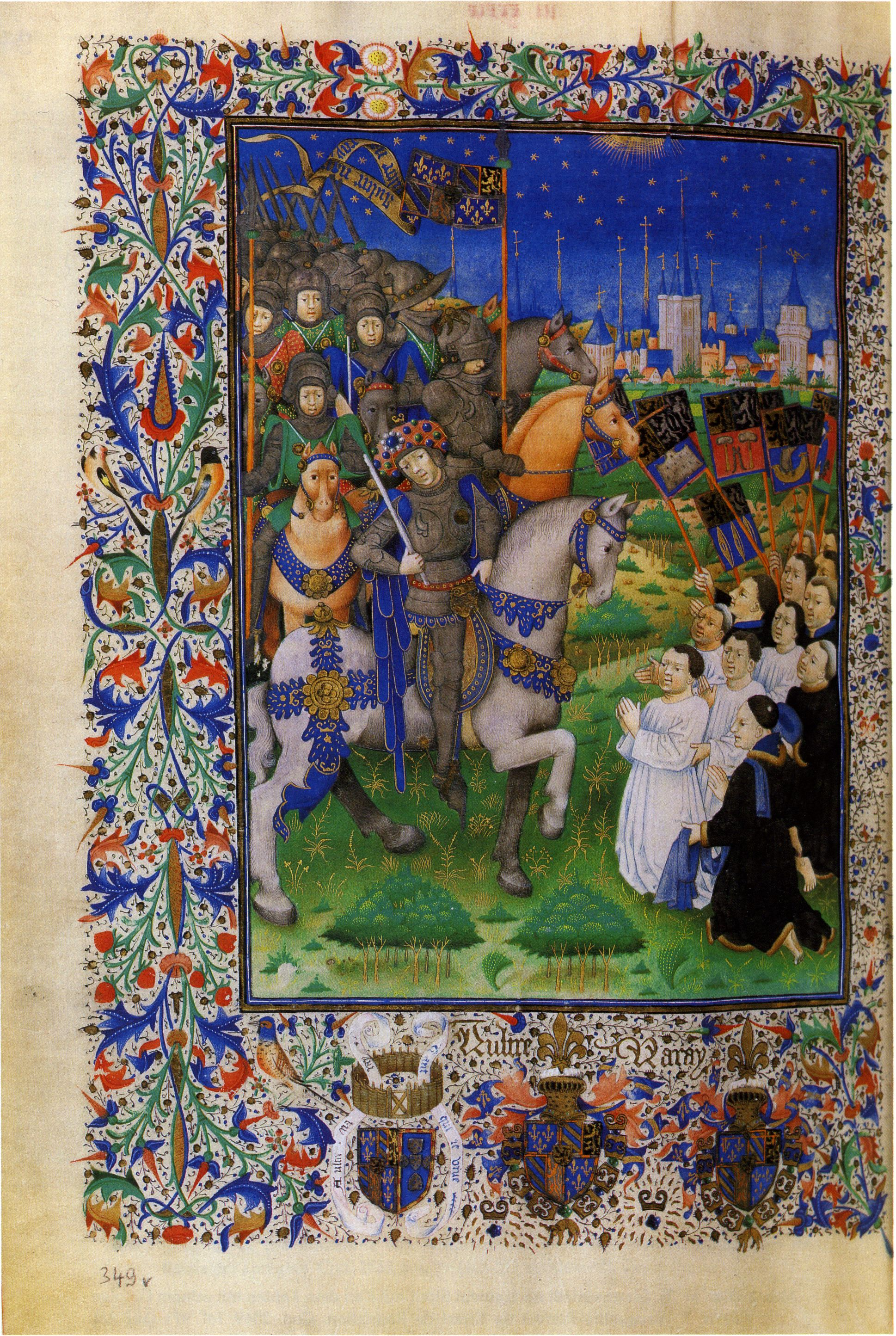
Philipp nimmt 1453 die Unterwerfung der Bürger von Gent entgegen. Buchmalerei in einer für den Herzog angefertigten Handschrift. Wien, Österreichische Nationalbibliothek, Cod. 2583, fol. 349v

Am 10. Januar 1430 stiftete er nach dem Vorbild des englischen Hosenbandordens, dessen Annahme er verweigert hatte, den Orden des Goldenen Vlieses, der als einigendes Band für die Elite seines sehr heterogenen Territoriums gedacht war und die christlichen Werte weltweit verteidigen sollte. In seinen letzten Jahren überließ Philipp die Regierung ganz seinem ehrgeizigen Sohn und späteren Nachfolger Karl.
Philipps faktisch unabhängiger Länderkomplex zwischen Frankreich und Deutschland wurde in seinem nördlichen Teil zum Vorläufer der Niederlande (aus denen später die heutigen Staaten Niederlande, Belgien und Luxemburg entstanden). Die Ablösung Philipps von Frankreich und sein Rückzug aus der französischen Innenpolitik geschah allerdings nicht ohne Zögern und Schwanken, da er sich zeitlebens als Prince du sang (Fürst von französischem königlichen Geblüt) betrachtete. Erst sein Sohn Karl der Kühne sollte sich vollends als Oberhaupt eines unabhängigen Reiches fühlen, das er allerdings durch seine unbedachte Politik in Gefahr brachte und das bei seinem Tod auf dem Schlachtfeld 1477 wieder zwischen Frankreich und Habsburg aufgeteilt wurde.

## Familie
Philipp war seit 1409 in erster Ehe verheiratet mit Michelle, Tochter des französischen Königs Karl VI. Nach dem Tod seiner ersten Frau 1422 heiratete Philipp in zweiter Ehe 1424 Bonne d’Artois, die Tochter des Grafen Philipp von Artois. Sie war außerdem die Witwe seines Onkels, des Grafen Philipp von Burgund-Nevers. 1430 heiratete Philipp in dritter Ehe Isabel de Portugal, mit der er endlich den gewünschten Nachfolger bekam, Karl den Kühnen. Philipp hatte drei legitime und neun bekannte illegitime Kinder; sein einziger überlebender, legitimer, männlicher Nachkomme war Karl der Kühne.
Neben seinen drei Ehefrauen verkehrte Philipp mit mehreren anderen Frauen, so Jeanne de Presle de Lizy, Jeanne Chastellain, genannt de Bosquiel, Dame von Quéry la Motte († 1462) sowie Marie de Belleval.

### Eheliche Nachkommen
einzig mit Isabel de Portugal:
- Antoine (* 30. September 1430; † 5. Februar 1432), Graf von Charolais
- Josse (* 24. April 1432; † nach dem 6. Mai 1432), Graf von Charolais
- Karl (der Kühne) (* 10. November 1433; † 5. Januar 1477), Graf von Charolais, seit 1467 Herzog von Burgund

### Uneheliche Nachkommen
- Antoine (1421–1504), genannt Grand Bâtard de Bourgogne, Herr von Tournehem, Sohn von Jeanne de Presle de Lizy.
- Cornelius, Herr von Elverdinge, Vlamertinge, Neuve-Église und Pierrefort, Kapitän und Generalgouverneur des Herzogtums Luxemburg.
- Marie de Bourgogne (1426–1475), Tochter von Jeanne Chastellain (nach anderen Quellen aber der Jeanne Presle de Lizy)

1. ⚭ Pierre de Bauffremont, Graf von Charny, Kammerherr Philipps des Guten (Haus Bauffremont)

- Marguerite († 1455).
- David (1427–1496), wurde 1451 Bischof von Thérouanne und 1456 auch von Utrecht, Sohn von Jeanne Chastellain.
- Anne (1435–1508), war die Gouvernante von Maria von Burgund

1. ⚭ Adrien de Brosse
2. ⚭ Adolf von Kleve-Ravenstein

- Raphaël de Mercatel (1437–1508), Abt der Sankt-Bavo-Abtei in Gent und Saint-Pierre d'Oudenburg, Sohn von Marie de Belleval.
- Baudouin (1446–1508), Herr von Fallais, Peer, Baudour, Sainte-Anne, Lovendegem, Zomergem et Fromont.
- Philipp (1464–1524), ab 1517 Bischof von Utrecht.

## Wappen

Wappen Philipps des Guten ab 1430

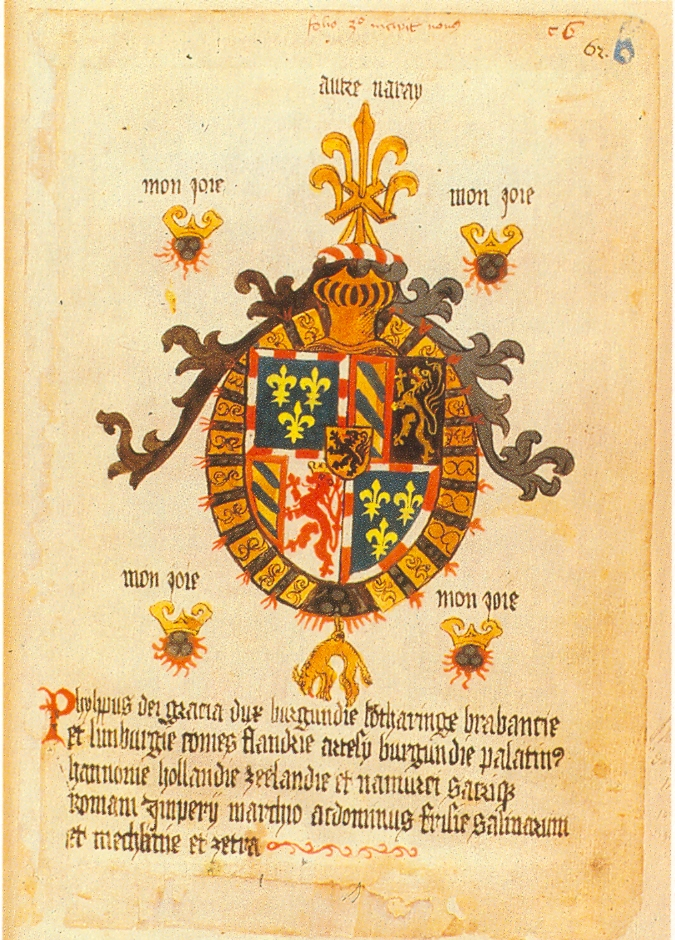
Die Wappenbücher Herzog Albrechts VI. von Österreich: Ingeram-Codex, 1459

Philipp führte seit 1430 ein geviertes Wappen, das einerseits im ersten und vierten Viertel das Wappen der burgundischen Seitenlinie des Hauses Valois als Grafen von Tours (blau, besät mit goldenen (gelben) Lilien und ein von silber (weiß) und rot gestückter Bord) zeigt und andererseits die Wappen des Herzogtums Burgund (schräg geteilt von gold und blau mit rotem Bord), des Herzogtums Limburg (in silber, der rote „Limburgische Löwe“ mit gespaltenem Schwanz) sowie des Herzogtums Brabant (in schwarz, der goldene „Brabanter Löwe“) zeigt. In der Mitte ist das Wappen der Grafschaft Flandern platziert (in gold, der schwarze „Flandrische Löwe“) – durch seine Großmutter Margarete von Flandern kamen die Grafschaften Flandern, Artois, Rethel und Nevers und die Pfalzgrafschaft Burgund an das Haus Burgund.
Philipp III. führte als Badge Feuerstein und Stahl. Der auf seine dritte Frau bezogene Wahlspruch Aultre naray (‚Ich will keine andere‘) ist im Stundenbuch Philipps des Guten auf mehreren Seiten zu finden.

## Titel
- 28. Januar 1405–Januar 1431, 5. Februar 1432–April 1432, August 1432–November 1432: Graf von Charolais als Philipp II.
- 10. September 1419–15. Juni 1467: Herzog von Burgund als Philipp III.
- 10. September 1419–15. Juni 1467: Graf von Artois als Philipp V.
- 10. September 1419–15. Juni 1467: Pfalzgraf von Burgund als Philipp V.
- 10. September 1419–15. Juni 1467: Graf von Flandern als Philipp III.
- 1. März 1429–15. Juni 1467: Markgraf von Namur als Philipp IV.
- 4. August 1430–15. Juni 1467: Herzog von Brabant und Herzog von Lothier (Niederlothringen) als Philipp II.
- 4. August 1430–15. Juni 1467: Herzog von Limburg als Philipp II.
- 1433–15. Juni 1467: Graf von Hennegau als Philipp I.
- 1433–15. Juni 1467: Graf von Holland und Friesland als Philipp I.
- 1433–15. Juni 1467: Graf von Seeland als Philipp I.
- 20. September 1435–15. Juni 1467 Graf von Auxerre
- 20. September 1435–15. Juni 1467 Graf von Mâcon
- 20. September 1435–15. Juni 1467 Graf von Boulogne
- 20. September 1435–15. Juni 1467 Graf von Ponthieu
- 20. September 1435–15. Juni 1467 Graf von Vermandois
- 1443–15. Juni 1467: Herzog von Luxemburg als Philipp I.